# 疯蛇叛乱
疯蛇叛乱，又称熏肉叛乱、疯蛇战争，是1909年克里克人与美国移民发生的战争，包括两场小冲突。

## 背景与叛乱

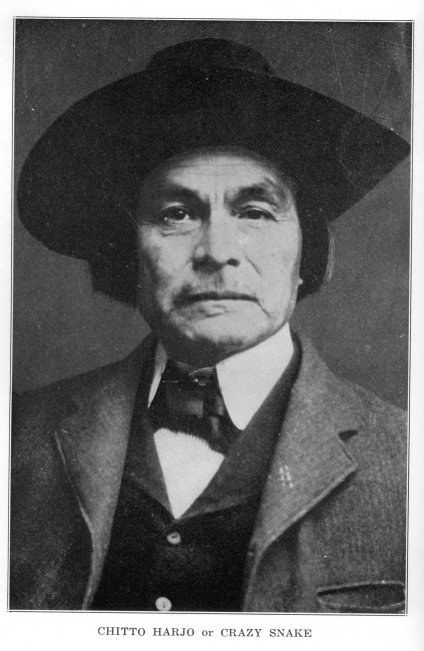
奇托·哈乔，摄于1900年

奇托·哈乔是克里克四母会的领袖，也是直言不讳的土地分配反对者。1893年，美国国会成立了道斯委员会，以重新分配克里克人、乔克托人、奇卡索人和切诺基人的土地。1895年，国会授权对土地重新进行测量，并于1896年通过了一项建立部落名册和重新划分土地的法律。克里克人决定就他们所能达成的最佳条件与政府进行谈判，但在1898年，克里克人举行了一次选举，投票否决了政府对土地的分配方案。而作为对此的回应，国会通过了柯蒂斯法案，该法案解散了克里克及其邻近部落。
随着1898年柯蒂斯法案和道斯法案的通过，各部落被迫同意重新划分，他们的族人被登记为户主。但是，四母会的许多成员对族人的土地被重新划分而感到愤怒。
1900年，在俄克拉荷马州亨利埃塔附近的仪式场地举行的会议上，奇托·哈乔被宣布为克里克的酋长，会议认为前任克里克人酋长普莱森特·波特 (Pleasant Porter) 引入的土地再分配的违反了1867年克里克宪法。选举哈乔的会议还选举了第二任酋长、两院制立法机构并设立了法院。奇托·哈乔的追随者组织了一个名为亮马（Lighthorse）的团体作为义务警察来执行私刑。据称，该组织抓捕以及鞭打了一些接受土地分配的人，但其他作家对此提出异议。
亮马的活动导致美国军队被召集，奇托·哈乔的几名追随者被捕。1907年，俄克拉荷马州引入了与邻近的阿肯色州和德克萨斯州类似的吉姆克劳法。由于这些措施，许多非洲裔美国人的居住受到限制。 一群可能是“克里克自由民”的非洲裔美国人聚集在哈乔的仪式场地，他们是被克里克俘虏的奴隶的后裔。到1908年7月，大量非裔美国人（其中一些是克里克自由民）聚集在老希科里，这里是哈乔和他的追随者管理克里克人的地方。
1909年3月，在克里克传统主义者的年会上，有人指控他们中的一人或他们的非裔美国人盟友从当地一名白人农民那里偷了一些肉。一名警长副手被派去逮捕他们，但非裔美国人将他赶走，这既是因为作为克里克人的辅助人员，他们不承认当地县政府在克里克人社区有权力执法，也是因为他们有充分的理由相信，无论是非裔美国人还是克里克人都没有机会得到公平审判，而且都很有可能被私刑处死。治安官的副手组织了一个队伍来执行对被盗烟熏肉的逮捕。在接下来的战斗中，一名非裔美国人被杀，另外四十二名非裔人被捕。
第二次冲突发生在3月27日，当时来自麦金托什县的一队人马试图逮捕与其他几名男子一起躲在小屋里的奇托·哈乔。日落时分，当奇托·哈乔的一名保镖从窗户开火时，他成功击杀了两名队员。也因此，他们遭受到了更大的火力还击，奇托·哈乔一条腿被打伤。最终，克里克人在黑暗的掩护下逃离，但是两名美国人的死在奇科塔和亨利埃塔引起了“骚动”。一个更大的团队回到小屋去搜寻却发现了一个女人。 这支队伍向小屋开火并将其烧毁，但是女人还是成功的逃进了树林。在第二次冲突后，民团在附近游荡，掠夺蛇场以寻找 Harjo。 州长查尔斯·N·哈斯克尔 (Charles N. Haskell) 召集了民兵。俄克拉荷马州国民警卫队第一团以 200 人占领了山核桃地，并迅速恢复了秩序。奇托·哈乔从未被美国军队俘虏或杀死，但是据推测他可能于1911年4月死于乔克托领土或墨西哥。